# Bithnanaia
Bithnanaia ist eine parthische Göttin, die Tochter des Konon. Sie wurde in Dura Europos (im jetzigen Syrien gelegen) verehrt, wie dort gefundene Fresken belegen (sog. Tempel der palmyrenischen Götter). Neben der ihr und ihrem Vater Konon sind dort auch Jarchibol mit einer Strahlenkrone (Nimbus), Aglibol und Baalschamin dargestellt.